# Walls of Prejudice
Walls of Prejudice é um filme de drama mudo britânico de 1920, dirigido por Charles Calvert e estrelado por Josephine Earle, Dallas Anderson e Humberston Wright. Foi baseado em uma peça de Alexander Grossman.

## Elenco
- Josephine Earle - Margaret Benson
- Dallas Anderson - Patrick Benson
- Humberston Wright - Bigton
- Zoe Palmer - Madge Benson
- Cyril Smith - Karpat